# Isabell M. Welpe
Isabell M. Welpe (* 1975) ist eine deutsche Betriebswirtschaftlerin und seit April 2009 Inhaberin des Lehrstuhls für Betriebswirtschaftslehre – Strategie und Organisation an der Fakultät für Wirtschaftswissenschaften der Technischen Universität München (TUM School of Management).

## Werdegang
Welpe studierte Betriebswirtschaftslehre an der Universität München sowie dem Massachusetts Institute of Technology (MIT). Darüber hinaus erhielt sie einen Master of Science in European Studies an der London School of Economics and Political Science. Nach einem Forschungsaufenthalt in Berkeley wurde sie 2003 mit einer Arbeit zum Thema Venture-Capital-Geber und ihre Portfoliounternehmen: Erfolgsfaktoren der Kooperation in Regensburg promoviert. Nach einem weiteren Forschungsaufenthalt an der University of Minnesota als Postdoctoral Fellow 2004 habilitierte sie sich 2007 an der Universität München. Anschließend forschte sie als Senior Research Fellow am Max-Planck-Institut für Ökonomik in Jena und folgte 2009 einem Ruf der Technischen Universität München. Sie nahm dort mit 33 Jahren ihre Ernennungsurkunde zur Professorin an der TUM School of Management entgegen. Seit 2014 ist sie auch Direktorin des Instituts für Hochschulforschung. 2016 wurde sie zum Mitglied der Deutschen Akademie der Technikwissenschaften (acatech) gewählt. Mitglied im Beirat der Giordano-Bruno-Stiftung ist sie bereits seit 2006.

## Forschung
Isabell Welpe forscht an der interdisziplinären Schnittstelle zwischen Theorien der Ökonomie, Psychologie und Neuropsychologie. Ihre Forschungsinteressen liegen in den Bereichen Strategische Innovation, Organisationsdesign und Verhalten in Organisationen, sowie Governance und Leistungsmanagement.

## Veröffentlichungen (Auswahl)
- Bücher
  - Das Prinzip Selbstorganisation und seine Bedeutung für die Entwicklung von Intrapreneurship im Management. VDD, Haar 1999 (Diplomarbeit, Universität München, 1999)
  - Frauen sind besser – Männer auch: Das Gender-Management. Signum, Wien 2003, ISBN 3-85436-347-8 (mit Ingelore Welpe).
  - Venture-Capital-Geber und ihre Portfoliounternehmen: Erfolgsfaktoren der Kooperation. Deutscher Universitätsverlag, Wiesbaden 2004, ISBN 3-8244-8079-4 (Dissertation, Universität Regensburg, 2003).
  - Netzwerken für Egoisten: Mit fairer Kooperation zum Erfolg. Signum, Wien 2006, ISBN 3-7766-8006-7 (mit Ingelore Welpe).

- Aufsätze
  - Firm networks and firm development: The role of the relational mix. In: Journal of Business Venturing, Bd. 21 (2006), S. 514–540 (mit Christian Lechner und Michael Dowling).
  - Die Entstehung von Vertrauen im Kontext von Unsicherheit und Informationsasymmetrie. In: Zeitschrift für Betriebswirtschaftslehre, Bd. 78 (2008), S. 1251–1284.
  - How do organizations remember? The influence of organizational structure on organizational memory. In: Organization Studies, Bd. 31 (2010), S. 381–407 (zusammen mit Marina Fiedler).
  - Antecedents of technology ventures' growth: Comparing investor experience and effort. In: International Journal of Technology Management, Bd. 52 (2010), S. 69–97 (mit Michael Dowling and Arnold Picot).
  - Der Einfluss affektiver Zustände auf den strategischen Entscheidungsfindungsprozess. In: Managementforschung, Bd. 20 (2010), S. 79–112 (mit Theresa Michl, Matthias Spörrle und Arnold Picot).

- Mitherausgeberschaften
  - The gender perspective: Innovations in economy, organisation and health within the Southern African Development Community (SADC). Lang, Frankfurt am Main 2004, ISBN 3-631-52599-0 (mit Britta Thege und Shirley Henderson).
  - Neuroeconomics and the firm. Edward Elgar Publishing, Cheltenham 2010, ISBN 978-1-84844-440-9 (mit Angela A. Stanton und Mellani J. Day).
  - Handbook of Research on European Business and Entrepreneurship: Towards a Theory of Internationalization. Edward Elgar Publishing, Cheltenham 2008, ISBN 978-1-84542-501-2 (mit Leo Paul Dana, Mary Han und Vaness Ratten).